# Gabriel Díaz Bessón
Gabriel Díaz Bessón (1590 - 6 novembre 1638) est un compositeur espagnol de musique classique. 

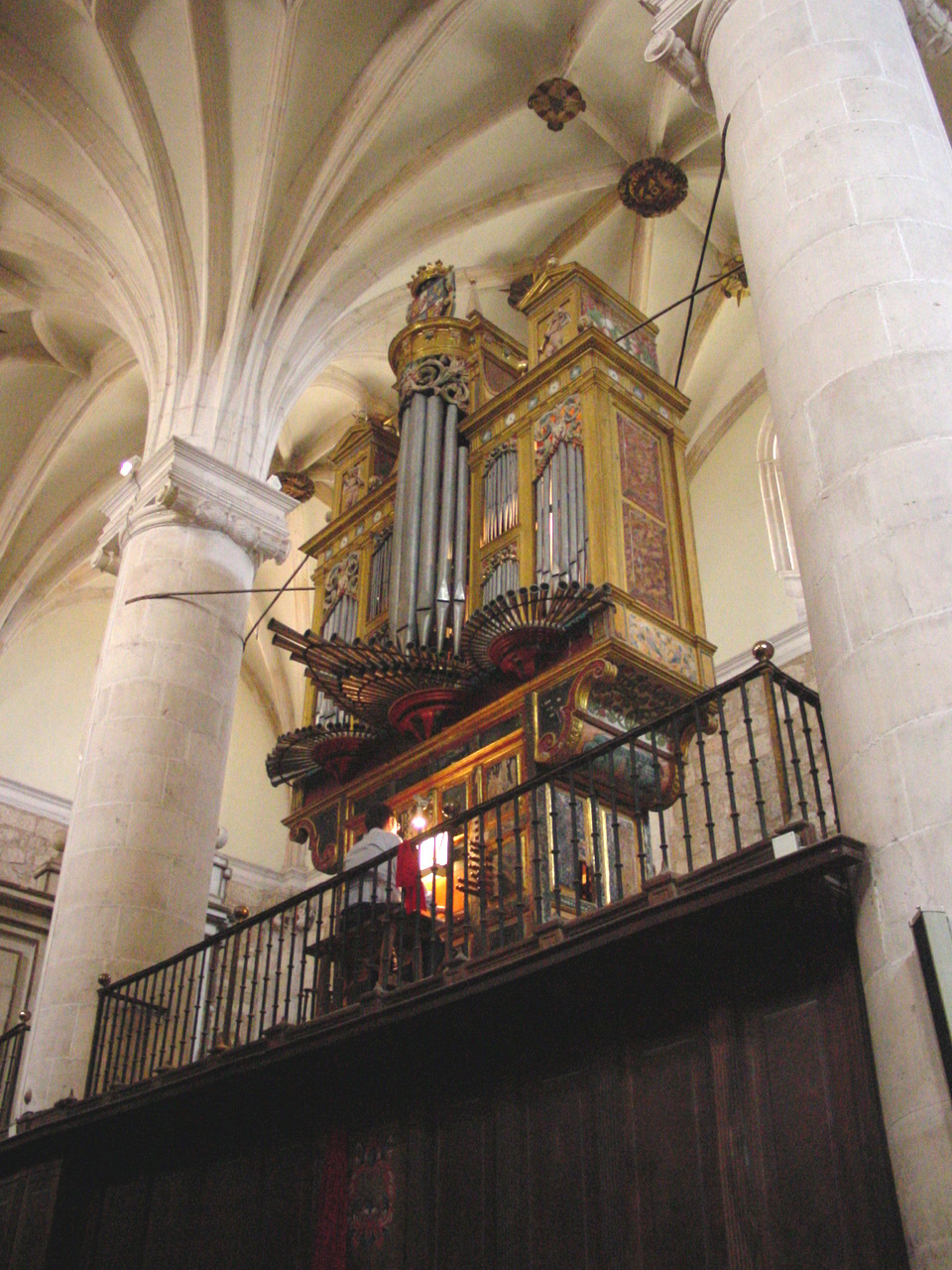
Orgue de la Colegiata San Pedro de Lerma.

## Biographie
Díaz Bessón naît à Alcalá de Henares et devient maître de chapelle du monastère de l'Incarnation (Madrid)|monastère de l'Incarnation, Madrid. À partir de 1616, il est nommé capellán par Francisco Gómez de Sandoval y Rojas, 1er duc de Lerma, le favori de Philippe III d'Espagne. En 1617, la collégiale Saint-Pierre de Lerma, Burgos est consacrée, là où le duc maintenait un établissement musical. 
Lors de l'accession au trône de Philippe IV d'Espagne en 1621, Díaz Bessón est capellán à la cathédrale de Grenade, puis à Cordoue (1624-1631), et enfin au couvent de Las Descalzas Reales, Madrid. Les dates se chevauchent puisqu'il est à la fois maestro de la Real Capilla à Madrid et maestro de capilla titulaire de diverses cathédrales. En 1628, il est remplacé comme maître de chapelle du couvent royal de La Encarnación à Madrid par Carlos Patiño qui est ensuite, cinq ans plus tard en 1634, choisi devant Díaz Bessón pour succéder au flamand né Mateo Romero comme premier espagnol né maestro de la chapelle flamande (capilla flamenca). Díaz Bessón meurt quatre ans plus tard à Madrid, le 6 novembre 1638. 
Díaz Bessón « a écrit une musique apostrophée comme céleste ». Díaz Bessón a composé dans tous les genres principaux : messes, requiem, motets, psaumes, antiphons, hymnes, tonos humanos, villancicos. Au total, plus de 700 compositions ont été enregistrées, dont presque toutes ont été perdues lors du tremblement de terre de Lisbonne de 1755, ainsi que des ouvrages théoriques rédigés par l'auteur.

## Enregistrements
- Sanctus et Benedictus, pour le dimanche des Rameaux, sur Musique pour la Semaine Sainte à la Chapelle des Ducs de Bragance A Capella Portuguesa, Owen Rees, Hyperion.
- Lauda Jerusalem (pour ensemble de cuivres) sur Music Of Gabrieli Empire Brass dir. Carl St. Clair, Telarc.